# Sokołów Małopolski
Sokołów Małopolski este un oraș în Polonia.